# Gouden madam

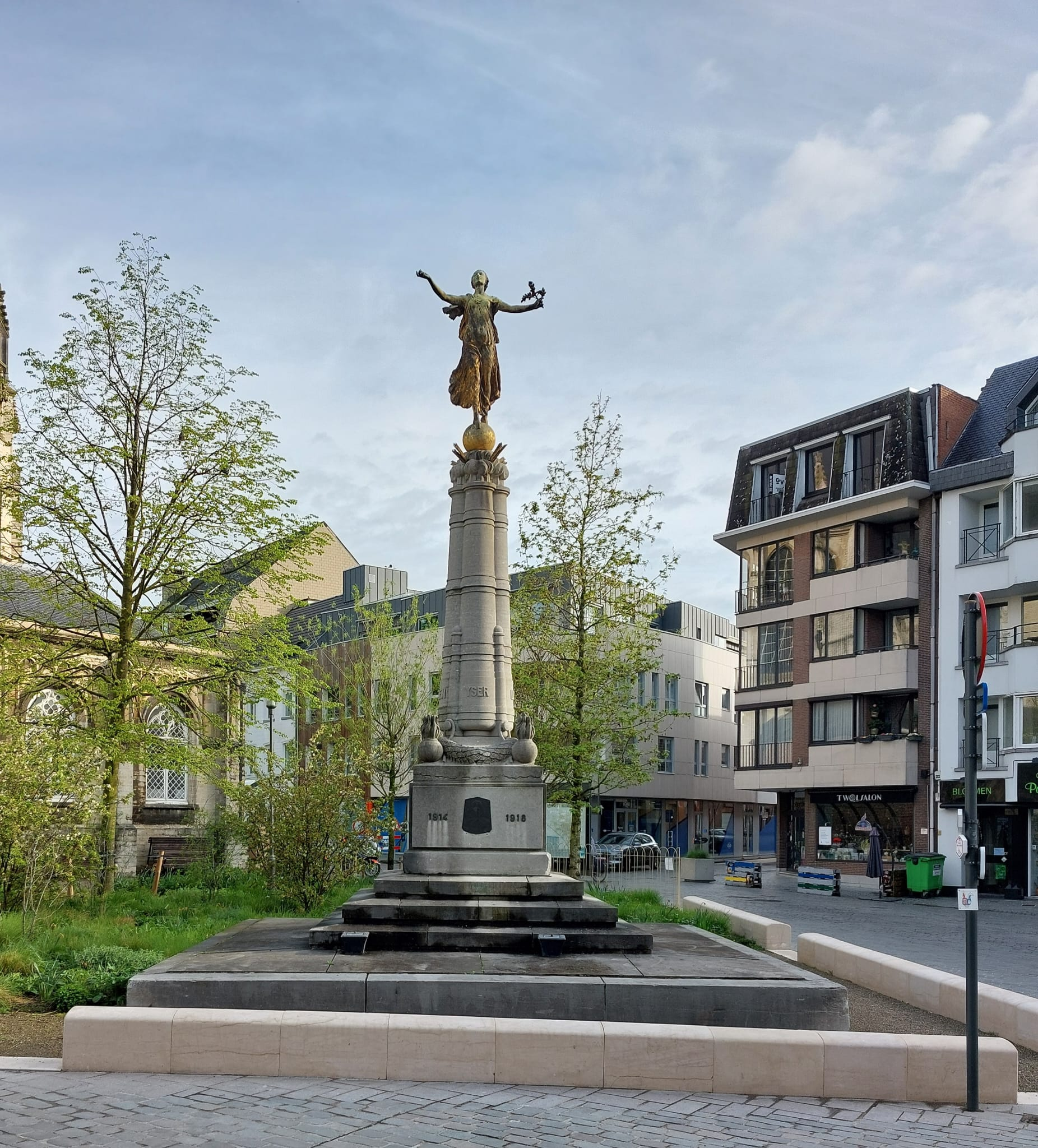
De gouden madam

De Gouden madam, ook de danseuse of vliegende madam genoemd, is een herdenkingsmonument uit 1923 op de Kalkmarkt in de Belgische stad Tienen, nabij de Onze-Lieve-Vrouw-ten-Poelkerk. Het monument is opgericht voor de slachtoffers van de Eerste Wereldoorlog. Vanwege het goudkleurige beeld met wapperende gewaden kreeg het de bijnaam Gouden madam.    

## Beschrijving
Het monument is tot stand gekomen dankzij de inbreng van privépersonen, banken en grote industriële ondernemingen. De Gouden madam is 7,5 meter hoog en bestaat uit twee delen: de sokkel en het beeld. Deze zijn elk door een verschillende kunstenaar ontworpen.

### Sokkel
De sokkel werd ontworpen door de Brusselse architect Léon Govaerts. Op de sokkel kan men symbolen terugvinden:
- Dit onderdeel bestaat uit vier rechtstaande lopen van vier kanonnen. Elk kanon staat symbool voor een belangrijke veldslag van het beginoffensief uit 1914: IJzer (ging op 18 oktober van start), Luik (4 augustus), Houtem (18 augustus) en Halen (12 augustus).
- Er is een krans van laurier met touwen aan de kanonnen bevestigd. Dit is een teken van roem, overwinning en vrede.
- Op de 4 hoeken liggen 4 vlammende kanonskogels.

Op de voorkant van de zuil hangt het portret van koning Albert I tussen de jaartallen 1914 en 1918. Aan twee zijden van de sokkel staat in bronzen letters zowel in het Nederlands als in het Frans het volgende neergeschreven: “Aan onze dapperen voor het vaderland gestorven 1914-1918” en “A nos braves morts / pour la patrie”. Op 3 van de 4 zijden staat er een opsomming van de Tiense slachtoffers, bestaande uit zowel 7 burgers als 81 militairen, die omgekomen zijn tijdens de Eerste Wereldoorlog.

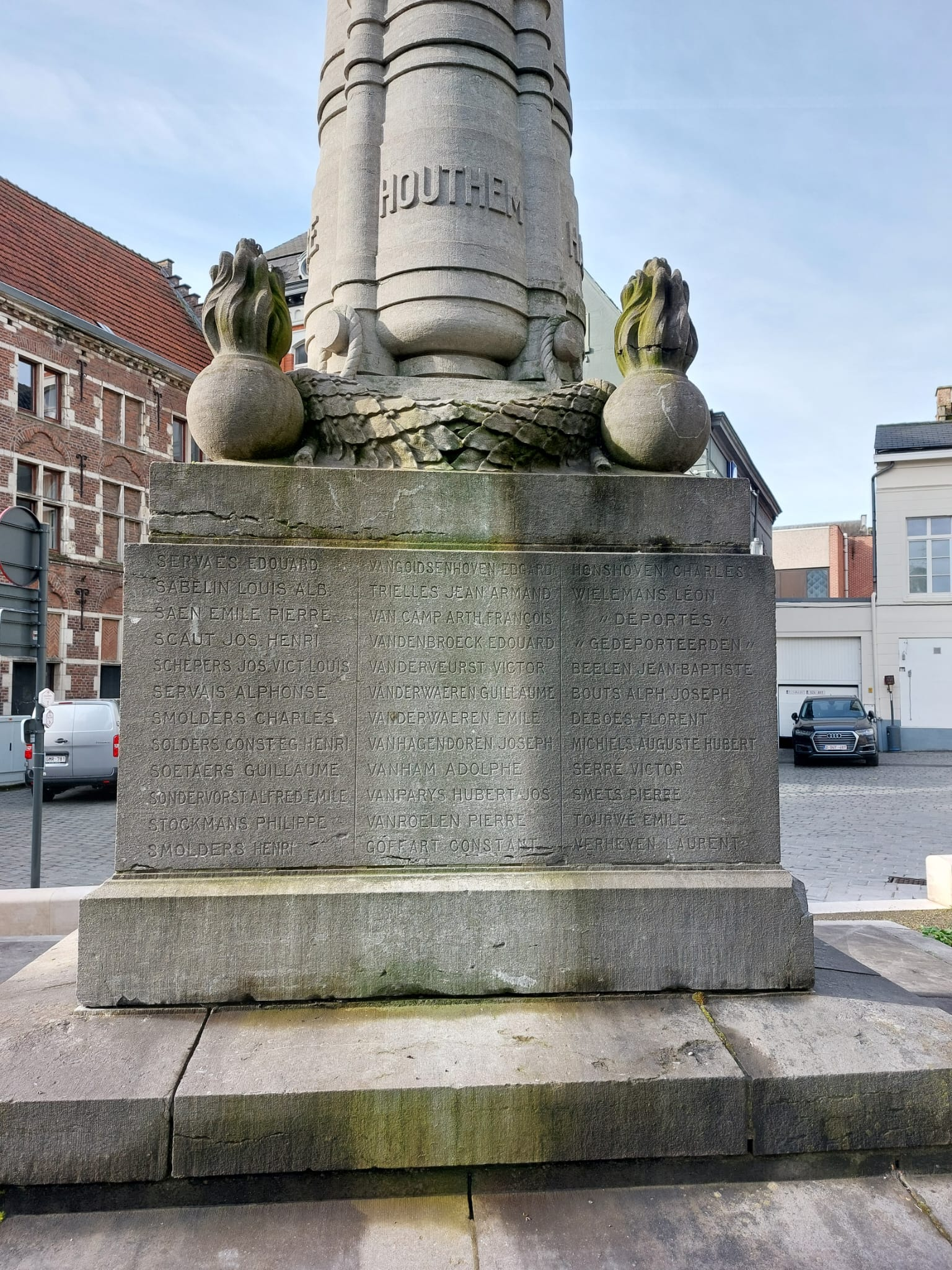
Zijkant 1 van de sokkel
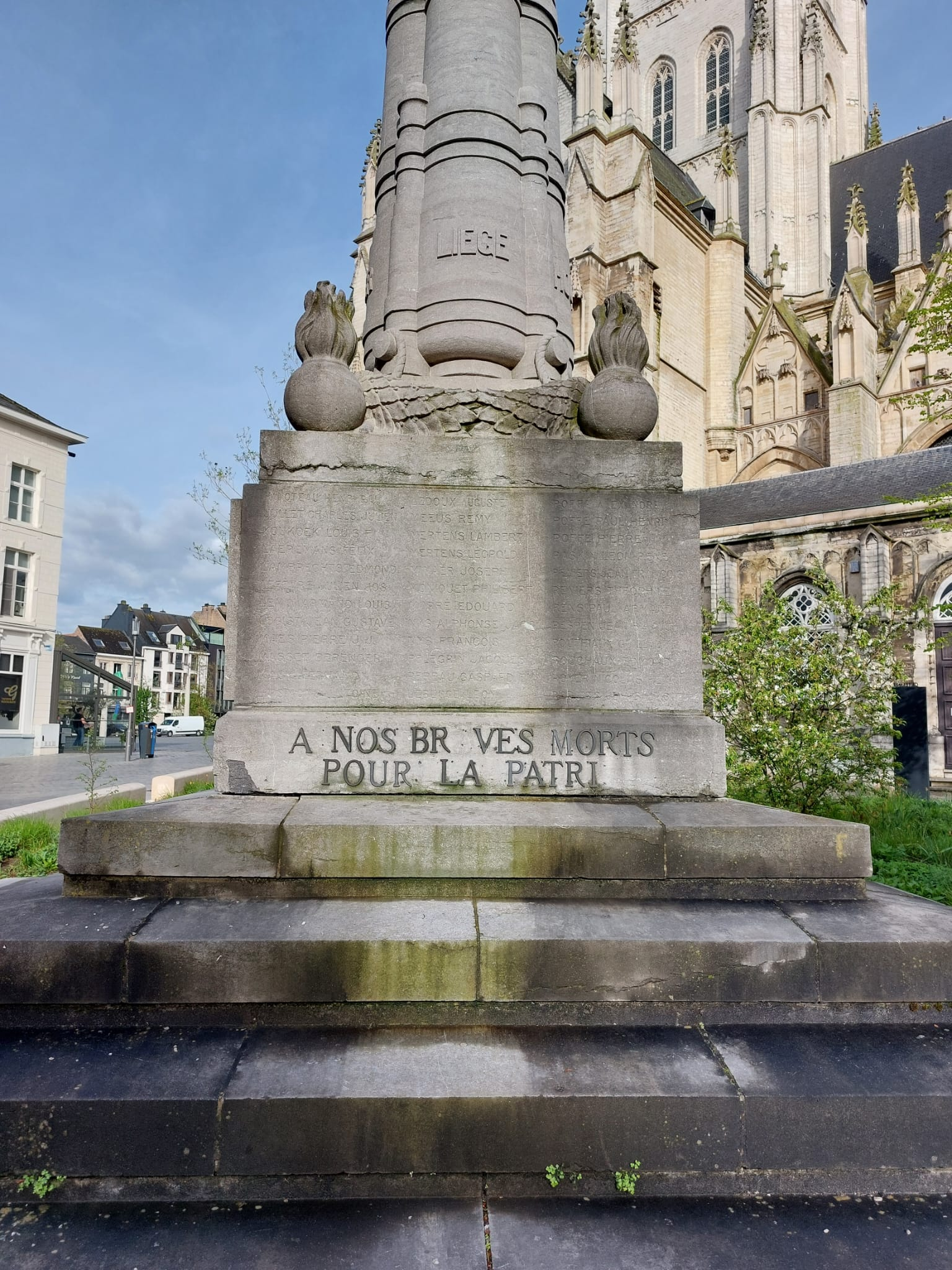
Zijkant 2 van de sokkel
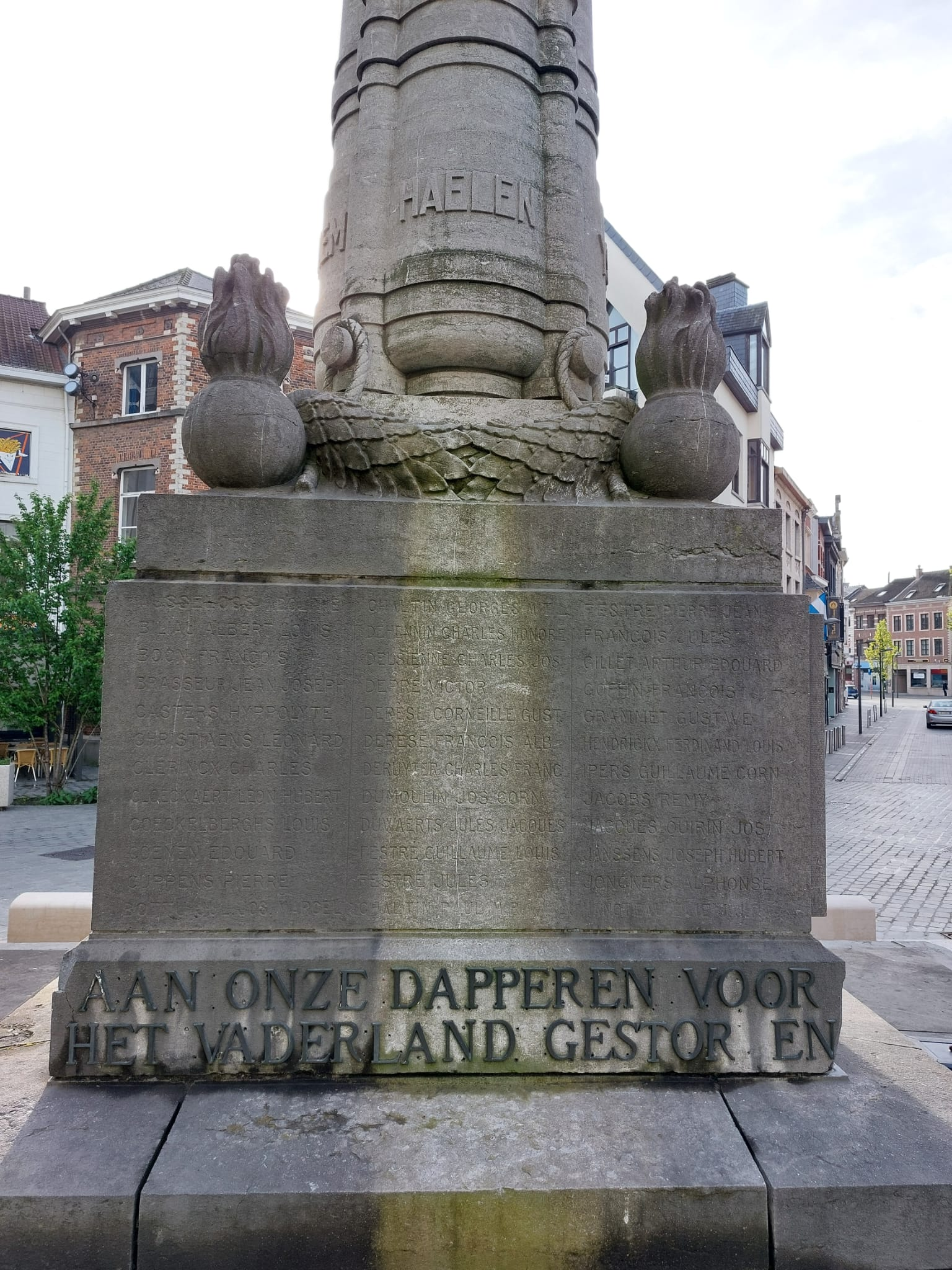
Zijkant 3 van de sokkel
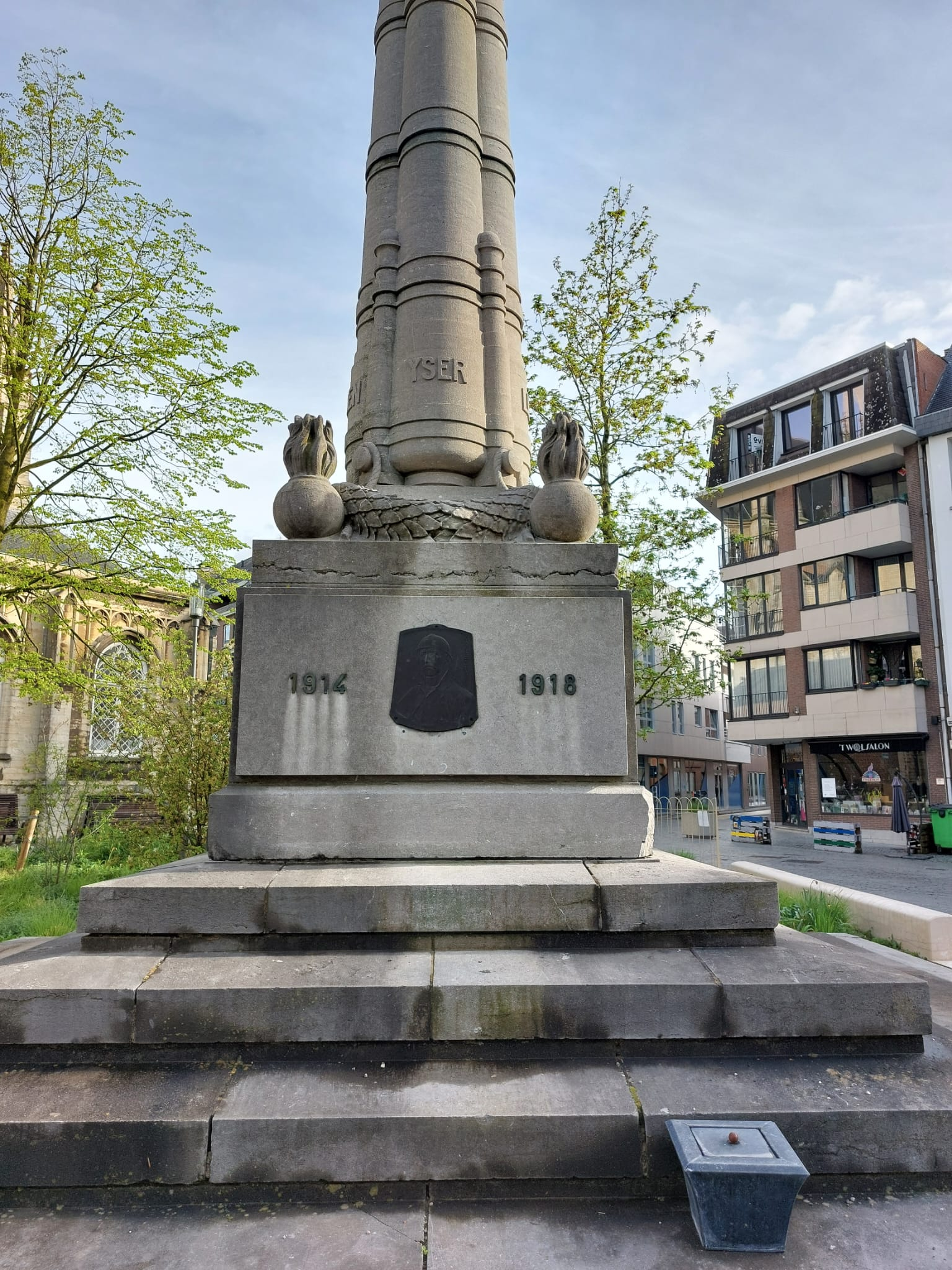
Zijkant 4 van de sokkel

### Beeld
Het beeld op de sokkel werd ontworpen door Égide Rombaux. Hij ontwierp een beeld dat Nikè voorstelt, een gevleugeld vrouwenfiguur met wapperende gewaden, in lopende houding op een vergulde wereldbol met een lauwerkrans in haar linkerhand. Zij wordt als wijze van overwinning geboren uit rook en vuur, afkomstig van de kanonnen onder haar.
Het vergulde beeld kreeg verschillende bijnamen zoals "de gouden madam", "de danseuse", "de vliegende madam" of "het vliegend kind".

## Inhuldiging
De inhuldiging vond plaats op 27 mei 1923 op de Kalkmarkt te Tienen. Kroonprins Leopold was hierbij aanwezig. Hij verplaatste zich naar Tienen met de koninklijke trein om dan met een rijtuig naar de festiviteiten vervoerd te worden.

## Beschermd monument
Het beeld is aangeduid als beschermd monument sinds 22 februari 2013 en als bouwkundig erfgoed sinds 8 oktober 2021. 